# Méhtelek
Méhtelek je obec ve východním Maďarsku v župě Szabolcs-Szatmár-Bereg, spadající pod okres Fehérgyarmat. Patří mezi nejvýchodněji položené maďarské obce. V roce 2015 zde žilo 759 obyvatel. Většinu z nich tvoří Maďaři, ale rovněž zde žije významná romská menšina.

## Geografie
Obec se nachází blízko rumunských hranic, asi 18 km severozápadně od rumunského města Satu Mare, 22 km severovýchodně od města Csenger, 28 km jihovýchodně od města Fehérgyarmat, 95 km jihovýchodně od města Nyíregyháza a asi 326 km severovýchodně od Budapešti.
V obci se nachází reformovaný kostel z 16. století a řeckokatolická kaple Pantokratora. Východně od Méhteleku protéká vodní kanál Sár-Éger-csatorna.

## Historie
Oblast kolem Méhteleku je významné archeologické naleziště. V letech 1972 až 1973 byly v okolí obce nalezeny cenné nálezy z mladší doby kamenné. Nejvýznamnějším archeologickým nálezem je Méhtelecká venuše. Nálezy patřily Krišské kultuře, která se na území Panonské pánve vyskytovala před přibližně osmi tisíci lety.
První písemná zmínka pochází z roku 1344 – v listině je obec uvedena jako Melteluk, Meltelek a Mélytelek. V této době patřila šlechtickému rodu Gutkeledů. V 15. století obec patřila rodu Báthoryů a po dlouhou dobu byla součástí panství Rozsály. V roce 1620 kníže Gabriel Betlen daroval Méhtelek Zsigmondovi Szentpálimu. V 18. a 19. století měla obec několik majitelů ze šlechtických rodů Maróthi, Becsky, Teleki a Eötvös.
Podle dochovaného sčítání lidu z roku 1847 žilo v obci 368 obyvatel. V roce 1870 byl Méhtelek zničen velkým požárem. Mezi lety 1911 až 1913 bylo poznamenáno, že v obci žilo 370 reformovaných křesťanů a 192 vyznavačů jiné křesťanské církve.

## Doprava
Obcí prochází vedlejší silnice 4143, která ji spojuje se sousedními obcemi Garbolc a Rozsály. Toto je jediná významná silnice, která Méhtelekem prochází, zbytek jsou pouze ulice a polní cesty. Obec není nijak napojena na železniční síť, nejbližší železniční zastávka se nachází v 7 km vzdálené obci Zajta.

## Obyvatelstvo
V roce 2001 tvořili 92 % obyvatelstva Maďaři a 8 % Romové. V roce 2011 se podíl Romů zvýšil – zdejší obyvatelstvo z 82,2 % tvořili Maďaři, z 15,9 % Romové, v malé míře se zde vyskytovaly též jiné národnosti (0,4 % Rumuni, 0,3 % Němci a Ukrajinci) a 17,7 % obyvatel se ke své národnosti nevyjádřilo. Jelikož se někteří obyvatelé přihlásili k více národnostem, je výsledný podíl větší než 100 % – pouze 0,01 % obyvatel se při sčítání neoznačilo za Maďary.
Z náboženství výrazně převažuje reformované křesťanství, které vyznává 57,9 % obyvatel. 6 % obyvatel vyznává řeckokatolické křesťanství a pouze 4,9 % římskokatolické křesťanství. 20,1 % obyvatel se ke své víře nevyjádřilo a 1,7 % jich je bez vyznání.

## Sousední obce
| Růžice kompasu |         | Nagyhódos | Garbolc            | Růžice kompasu |
| Růžice kompasu | Rozsály | Sever     | Bercu (Rumunsko)   | Růžice kompasu |
| Růžice kompasu | Rozsály | Méhtelek  | Bercu (Rumunsko)   | Růžice kompasu |
| Růžice kompasu | Rozsály | Jih       | Bercu (Rumunsko)   | Růžice kompasu |
| Růžice kompasu | Zajta   |           | Pelișor (Rumunsko) | Růžice kompasu |